# 貝蘇卡特拉河
12°23′00″S 49°26′33″E / 12.38333°S 49.44250°E

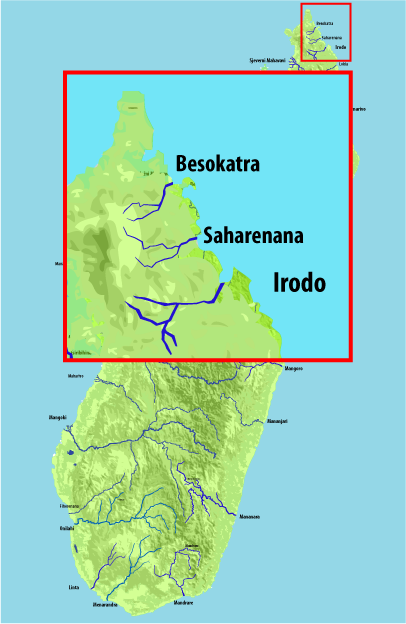

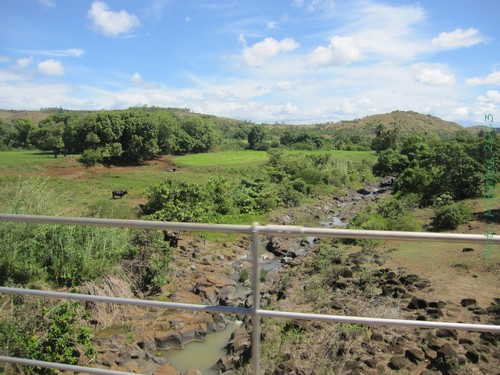

貝蘇卡特拉河，是馬達加斯加的河流，位於該國北部，由第亞那區負責管轄，河道全長62公里，流域面積113平方公里，發源自若夫爾維爾附近，最終注入印度洋。